# 溫特山 (古滕施泰因阿爾卑斯山脈)
47°56′18″N 15°49′9″E / 47.93833°N 15.81917°E

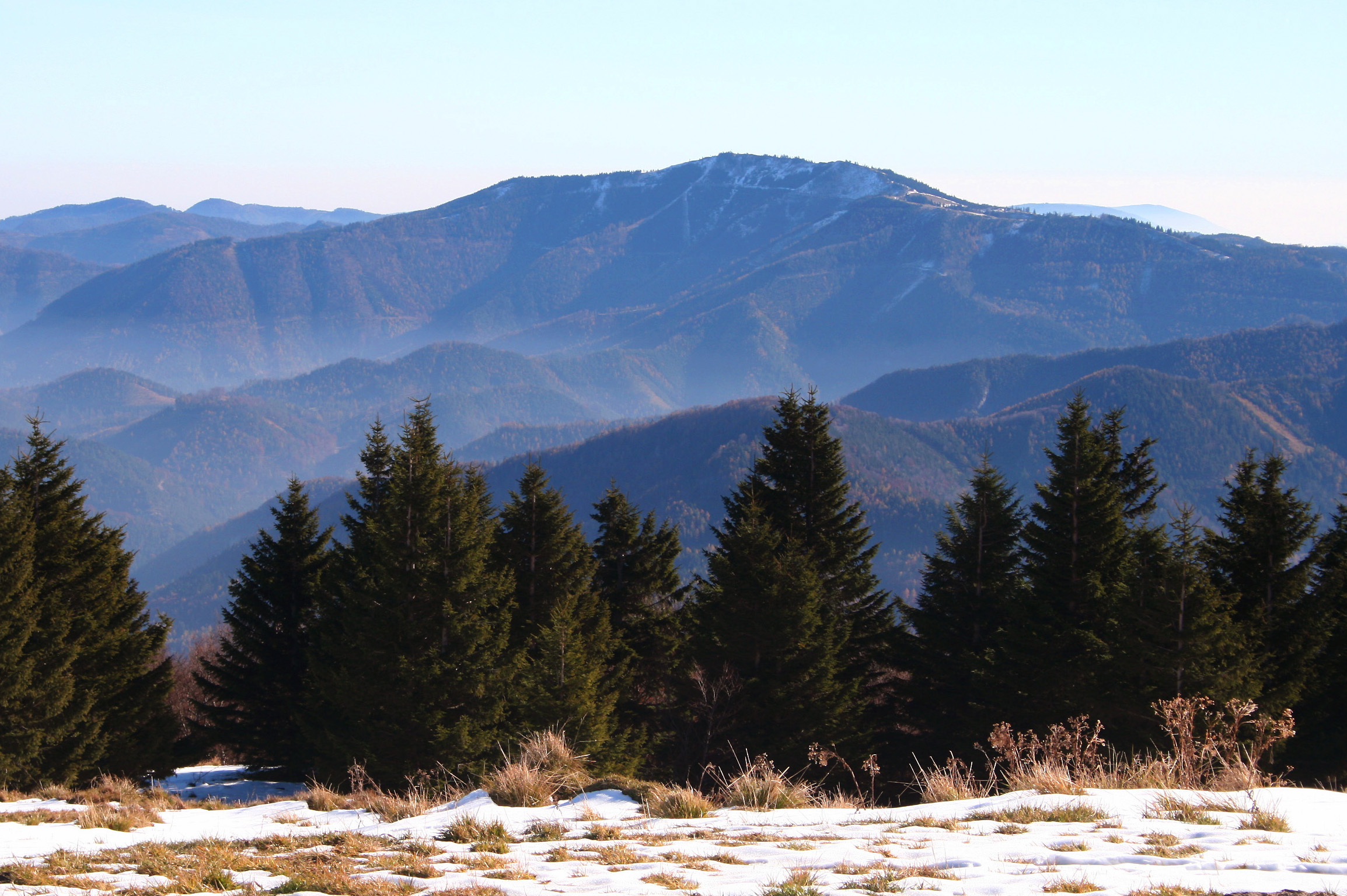

溫特山（德語：Unterberg），是奧地利的山峰，位於該國東部，由下奧地利州負責管轄，屬於古滕施泰因阿爾卑斯山脈的一部分，處於海恩費爾德以南10公里，海拔高度1,342米。